# Lieb’ mich ein letztes Mal
Lieb’ mich ein letztes Mal ist ein Lied des deutschen Schlagersängers Roland Kaiser aus dem Jahr 1981. Es ist die Nachfolgesingle von Santa Maria und auch seine am zweithöchsten in den deutschen Charts platzierte Singleveröffentlichung.

## Entstehung und Text
Der Song wurde von Roland Kaiser, Norbert Hammerschmidt, Bernd Dietrich, Gerd Grabowski und Siegfried Michalsky geschrieben und von Thomas Meisel produziert. Im Songtext der Ballade bittet der Protagonist die geliebte Person, dass er sie vor dem bevorstehenden Abschied „noch einmal spürn“ darf. Auch ist er reumütig und gesteht, Fehler gemacht zu haben.

## Veröffentlichung und Rezeption
Laut Aussage Kaisers, der angab, den Song sehr zu lieben, habe sich besonders Produzent Meisel gegen einige Widerstände für die Veröffentlichung des Songs als Folgesingle zu Santa Maria eingesetzt. Lieb’ mich ein letztes Mal erschien im Februar 1981 vorab als Single und wurde dann auch im Juli 1981 auf Kaisers viertem Studioalbum Dich zu lieben veröffentlicht. Auch erschien der Song auf zahlreichen Kompilationen. 2004, 2010, 2012 und 2017 brachte Kaiser zudem neue Versionen des Songs heraus, die ihrerseits auf etlichen Kompilationen zu finden sind.
In der ZDF-Hitparade trat Kaiser mit dem Lied 1981 dreimal auf. Erstmals sang er es am 11. Mai 1981 als Neuvorstellung. Am 15. Juni 1981 (Platz drei) sowie am 13. Juli 1981 (Platz eins) durfte er es erneut vortragen. Auch bei weiteren Fernsehauftritten war Kaiser mit dem Titel zu sehen, etwa im NDR. In der Super-Hitparade 10 Jahre Ein Herz für Kinder ’87  am 7. Februar 1987 sang er ihn erneut. Auch live ist es ein von Kaiser viel gespielter Song, so in Dresden 2011.
In Deutschland platzierte sich das Lied auf Platz drei der Singlecharts und hielt sich insgesamt 33 Wochen darin. Am Jahresende belegte die Single Position sieben der deutschen Single-Jahrescharts. Die Single wurde nach Sieben Fässer Wein und Santa Maria zu Kaisers dritten Top-10-Erfolg sowie zum sechsten Charthit in Deutschland. Als Autor erreichte er hiermit ebenfalls zum sechsten Mal die deutschen Singlecharts und zum zweiten Mal nach Santa Maria die Top 10.
1981 gewann Roland Kaiser mit dem Stück den Silbernen Löwen von Radio Luxemburg.

## Titelliste der Single
7″-Single
1. Lieb’ mich ein letztes Mal (4:26)
2. Gloria (2:54)

## Coverversionen (Auswahl)
In der ZDF-Fernsehshow Giovanni Zarrella präsentiert: 50 Jahre Roland Kaiser am 24. Februar 2024 sang Oli P. seine Version des Songs, die auch gerappte Passagen enthielt. Oli P. nannte den Song in der Sendung „zeitlos“, er enthalte viele Facetten der Liebe.
Weitere Coverversionen erschienen unter anderem von G.G. Anderson, Dennie Christian, John Terra (Blijf deze nacht bij mij) und Rockefellers Fantastic Sound.